# Sarah Koba
Sarah Koba, née le 19 juillet 1984 à Bludenz, est une coureuse cycliste suisse. Spécialisée en VTT, elle est championne de Suisse de cross-country en 2012.

## Palmarès en VTT

### Championnats du monde
- Rotorua 2006
  -  Médaillée de bronze du cross-country espoirs
- Verviers 2007
  - 9e du VTT marathon

### Championnats d'Europe
- Cappadoce 2007
  -  Championne d'Europe de cross-country espoirs
- Dohňany 2011
  - 8e du championnat d'Europe de cross-country

### Championnats nationaux
- 2006
  -  Championne de Suisse de cross-country espoirs
- 2007
  - 3e du Championnat de Suisse de cross-country
  - 3e du Championnat de Suisse de VTT marathon
- 2012
  -  Championne de Suisse de cross-country

### Autres
- 2004
  - 3e de Hasliberg
- 2006
  - 3e de Hasliberg
- 2011
  - Chur
  - 3e de Gränichen
- 2012
  - 2e de Guiyang